# Squamish-Lillooet Regional District
Sqamish-Lillooet Regional District är ett regionalt distrikt i provinsen British Columbia i Kanada. Det ligger i södra centrala delen av provinsen. Antalet invånare är 50 496 (år 2021) och arean är 16 296 kvadratkilometer.
I Sqamish-Lillooet Regional District finns kommunerna Lillooet, Pemberton, Squamish och Whistler.